# Олійні культури

Соняшникове поле, Київська область

Олі́йні культу́ри — рослини, з насіння яких у процесі пресування одержують рослинні олії. В зонах з помірним кліматом ростуть ріпак, льон, соняшник, соя, маслини; у тропіках — арахіс, кокоси; одержують також пальмову олію. Одними з основних рослинних олій є соєва, арахісова і бавовняна, одержують з рослин, які вирощують з іншою метою. Більшість рослинних олій вживаються в їжу і використовуються для технічних цілей, наприклад, виробництва мила, барвників.
Насіння соняшника та продукція олійно-жирового комплексу, поряд із зерновими культурами, переважають в експорті України.